# Världscupen i nordisk kombination 2004/2005
Världscupen i nordisk kombination 2004/2005 anordnades under perioden 27 november 2004-13 mars 2005. Hannu Manninen, Finland vann den totala slutsegern i herrarnas individuella tävlingar.

## Tävlingskalender
| Datum            | Plats            | Disciplin    | Etta             | Tvåa             | Trea             |
| 27 november 2004 | Kuusamo          | Individuellt | Ronny Ackermann  | Hannu Manninen   | Todd Lodwick     |
| 28 november 2004 | Kuusamo          | Sprint       | Hannu Manninen   | Todd Lodwick     | Ronny Ackermann  |
| 4 december 2004  | Trondheim        | Individuellt | Ronny Ackermann  | Hannu Manninen   | Felix Gottwald   |
| 5 december 2004  | Trondheim        | Sprint       | Ronny Ackermann  | Michael Gruber   | Johnny Spillane  |
| 30 december 2004 | Oberhof          | Individuel   | Hannu Manninen   | Ronny Ackermann  | Felix Gottwald   |
| 2 januari 2005   | Ruhpolding       | Sprint       | Ronny Ackermann  | Todd Lodwick     | Hannu Manninen   |
| 6 januari 2005   | Schonach         | Individuellt | Hannu Manninen   | Mario Stecher    | Daito Takahashi  |
| 8 januari 2005   | Seefeld in Tirol | Sprint       | Hannu Manninen   | Ronny Ackermann  | Ladislav Rygl    |
| 9 januari 2005   | Seefeld in Tirol | Individuellt | Hannu Manninen   | Felix Gottwald   | Ronny Ackermann  |
| 23 januari 2005  | Liberec          | Sprint       | Hannu Manninen   | Kristian Hammer  | Todd Lodwick     |
| 29 januari 2005  | Sapporo          | Masstart     | Hannu Manninen   | Ronny Ackermann  | Magnus Moan      |
| 30 januari 2005  | Sapporo          | Individuellt | Hannu Manninen   | Daito Takahashi  | Anssi Koivuranta |
| 12 februari 2005 | Pragelato        | Sprint       | Felix Gottwald   | Hannu Manninen   | Björn Kircheisen |
| 4 mars 2005      | Lahtis           | Sprint       | Hannu Manninen   | Björn Kircheisen | Ronny Ackermann  |
| 5 mars 2005      | Lahtis           | Individuellt | Björn Kircheisen | Ronny Ackermann  | Hannu Manninen   |
| 12 mars 2005     | Oslo             | Individuellt | Magnus Moan      | Hannu Manninen   | Ronny Ackermann  |
| 13 mars 2005     | Oslo             | Sprint       | Hannu Manninen   | Magnus Moan      | Ronny Ackermann  |

## Slutställning
| Position | Namn             | Plats     | Poäng |
| -------- | ---------------- | --------- | ----- |
| 1        | Hannu Manninen   | Finland   | 1466  |
| 2        | Ronny Ackermann  | Tyskland  | 1070  |
| 3        | Felix Gottwald   | Österrike | 677   |
| 4        | Todd Lodwick     | USA       | 668   |
| 5        | Magnus-H. Moan   | Norge     | 577   |
| 6        | Björn Kircheisen | Tyskland  | 571   |
| 7        | Petter Tande     | Norge     | 505   |
| 8        | Daito Takahashi  | Japan     | 468   |
| 9        | Christoph Bieler | Österrike | 454   |
| 10       | Mario Stecher    | Österrike | 412   |